# Вулверин Лејк (Мичиген)
Вулверин Лејк (енгл. Wolverine Lake) град је у америчкој савезној држави Мичиген.

## Демографија
По попису из 2010. године број становника је 4.312, што је 103 (-2,3%) становника мање него 2000. године.
| Група             | 2000.         | 2010.         |
| Белци             | 4.284 (97,0%) | 4.062 (94,2%) |
| Афроамериканци    | 18 (0,4%)     | 29 (0,7%)     |
| Азијати           | 26 (0,6%)     | 52 (1,2%)     |
| Хиспаноамериканци | 46 (1,0%)     | 105 (2,4%)    |
| Укупно            | 4.415         | 4.312         |